# Gontran flirte malgré lui
Pour plus de détails, voir Fiche technique et Distribution.
Gontran flirte malgré lui est un film muet français réalisé par Lucien Nonguet, sorti en 1913.

## Fiche technique
- Titre original : Gontran flirte malgré lui
- Réalisation Lucien Nonguet
- Scénario :
- Producteur :
- Société de production : Société Française des Films Éclair
- Société de distribution :
- Pays d'origine :  France
- Langue : film muet avec les intertitres en français
- Métrage : 173 mètres
- Format : Noir et blanc — 35 mm — 1,33:1 — Muet
- Genre : Comédie
- Durée : 5 minutes et 45 secondes
- Dates de sortie : 
  - France : 1913

## Distribution
- René Gréhan : Gontran